# Platyptilia carduidactyla
Platyptilia carduidactyla is een nachtvlinder uit de familie Pterophoridae, de vedermotten. De spanwijdte bedraagt tussen de 19 en 32 millimeter. De soort komt voor in Noord-Amerika.
De vrouwtjes leggen hun eieren aan de onderkant van de bladeren van de Artisjok. De rupsen kunnen grote schade aanrichten in kwekerijen van deze groente.